# Montserrats damlandslag i fotboll
Montserrats damlandslag i fotboll representerar Montserrat i fotboll på damsidan. Dess förbund är Montserrat Football Association, som skapades 1994 och blev invalda i Fifa 1996. De har aldrig spelat en officiell FIFA-match.